# Jass
Der Jass ist ein Kartenspiel der Bézique-Familie, das vor allem in der Schweiz (sämtliche Landesteile) und dem übrigen alemannischen Sprachraum verbreitet ist, also zusätzlich in Liechtenstein, in Vorarlberg, im Süden Baden-Württembergs und im Elsass, aber auch in Südtirol und dem Nordtiroler Oberland. Beim Jassen wird üblicherweise mit vier Spielern und 36 Karten gespielt. Jassen gilt in der Schweiz als Nationalspiel und in Vorarlberg als das Kartenspiel Nummer 1. Vom Grundspielprinzip existieren zahlreiche Varianten. Je nach Region werden unterschiedliche Kartenblätter verwendet, auch die Regeln können sich je nach Region unterscheiden.

## Geschichte

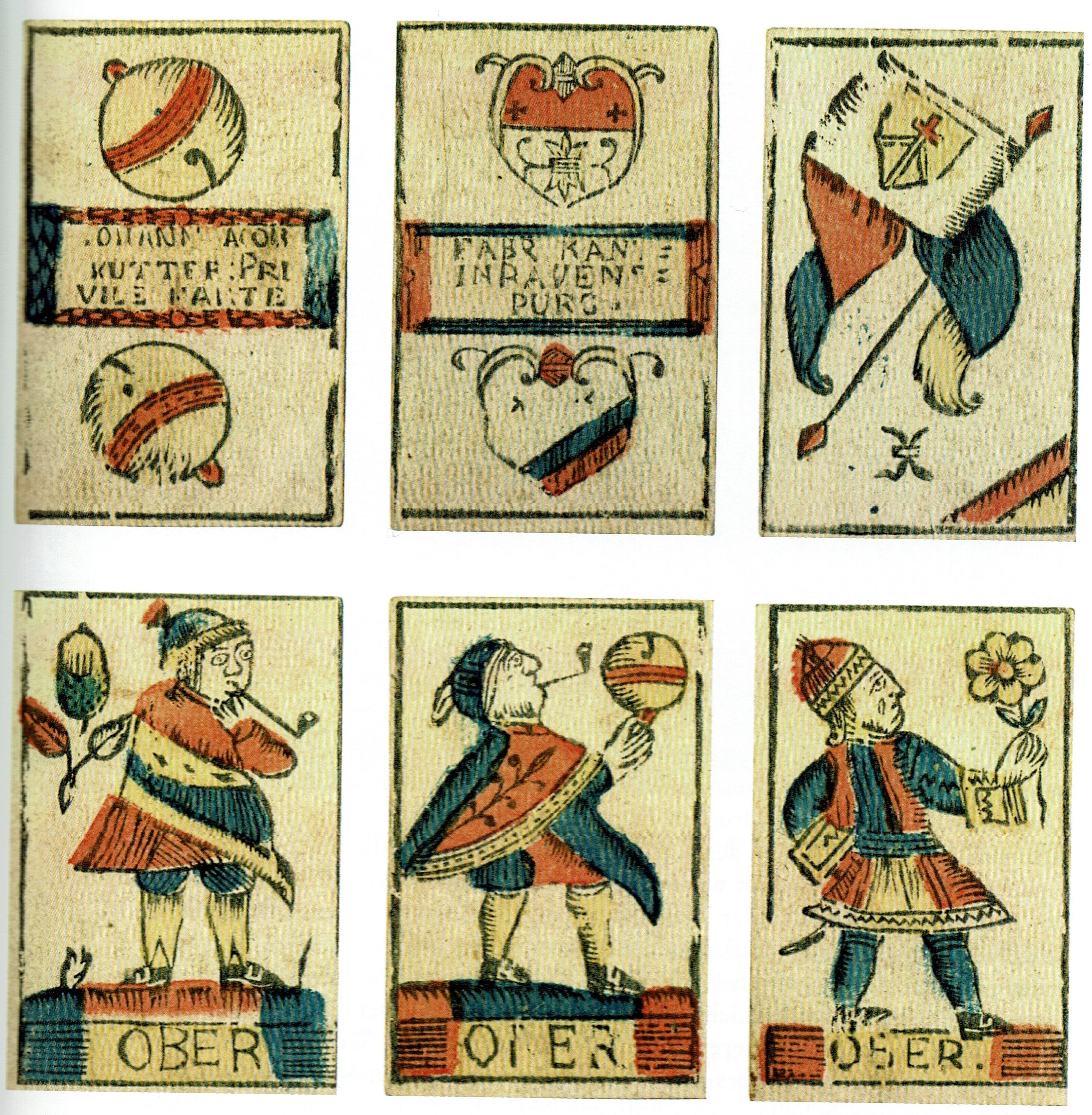
Jass-Karten (um 1805)

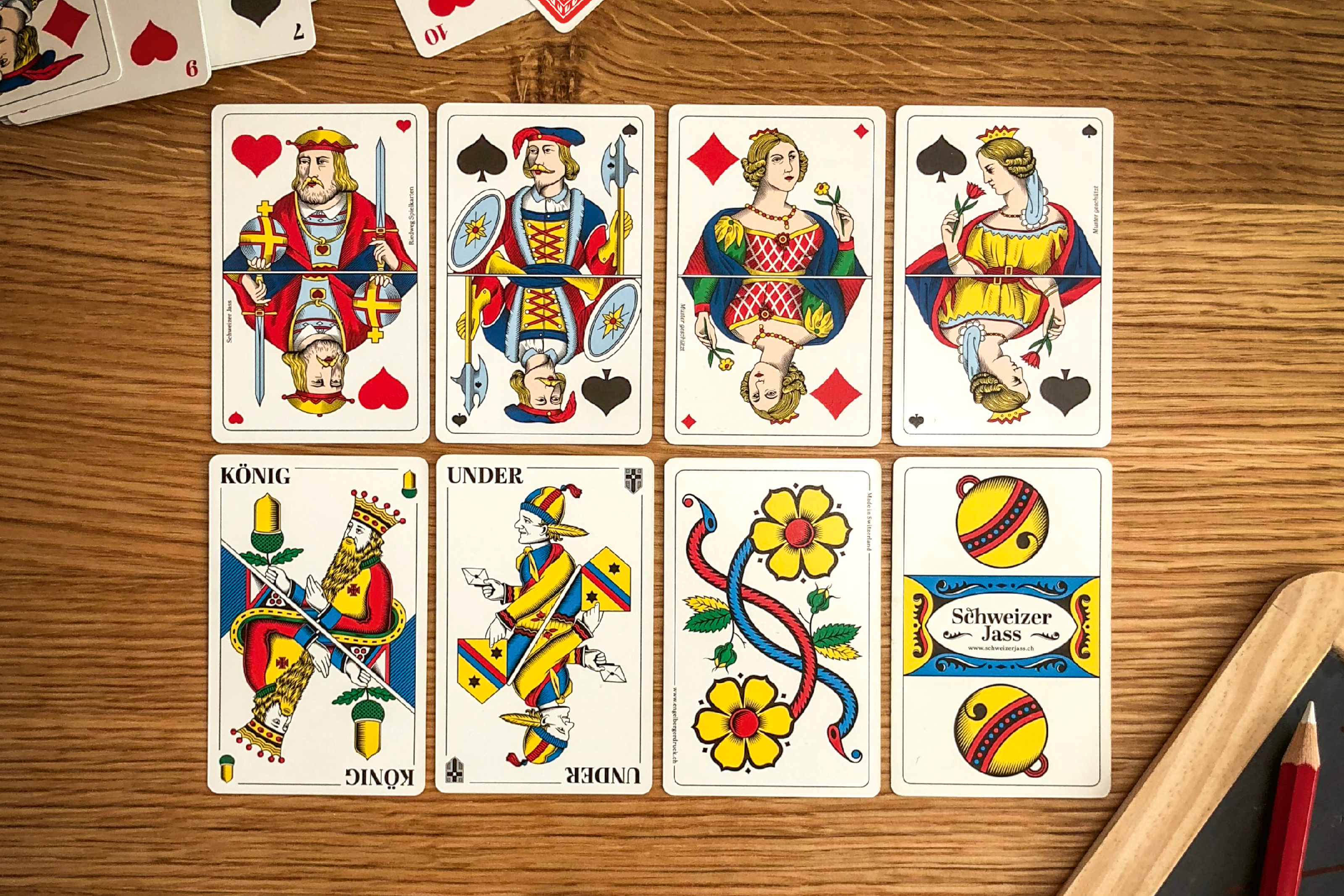
Französische und Deutsche Jasskarten

Jass oder auch Jas kommt aus den Niederlanden. Niederländische Vorläufer waren Jasspel und Belle-Bruid. Nicht nur der Jas (Bauer), auch die Trumpfneun (Nell) erinnert an die niederländischen Ursprünge.
Im letzten Drittel des 18. Jahrhunderts gelangte das Spiel mit protestantischen Söldnern in die Schweiz. Jass gewann schnell an Beliebtheit und verdrängte das Tarock, welches von eidgenössischen und französischen Söldnern aus Oberitalien in die Schweiz gebracht wurde. Heute wird nur noch in Visperterminen und in Surselva Tarock mit den 78 Karten und den italienischen Farbzeichen Pokal, Münze, Schwert und Stab gespielt. Der älteste Schweizer Beleg für das Jassen stammt aus dem Jahre 1796 aus Schaffhausen: zwei Pfarrer verklagen zwei Bauern, die „um ein Glas Wein“ spielten, mit einem Spiel „welches man das Jassen nenne“.
Jassen wurde im 19. Jahrhundert populär, im Laufe der Zeit entstanden einige verschiedene Varianten.

### Die Entwicklung des Deutschschweizer Bildes um 1880

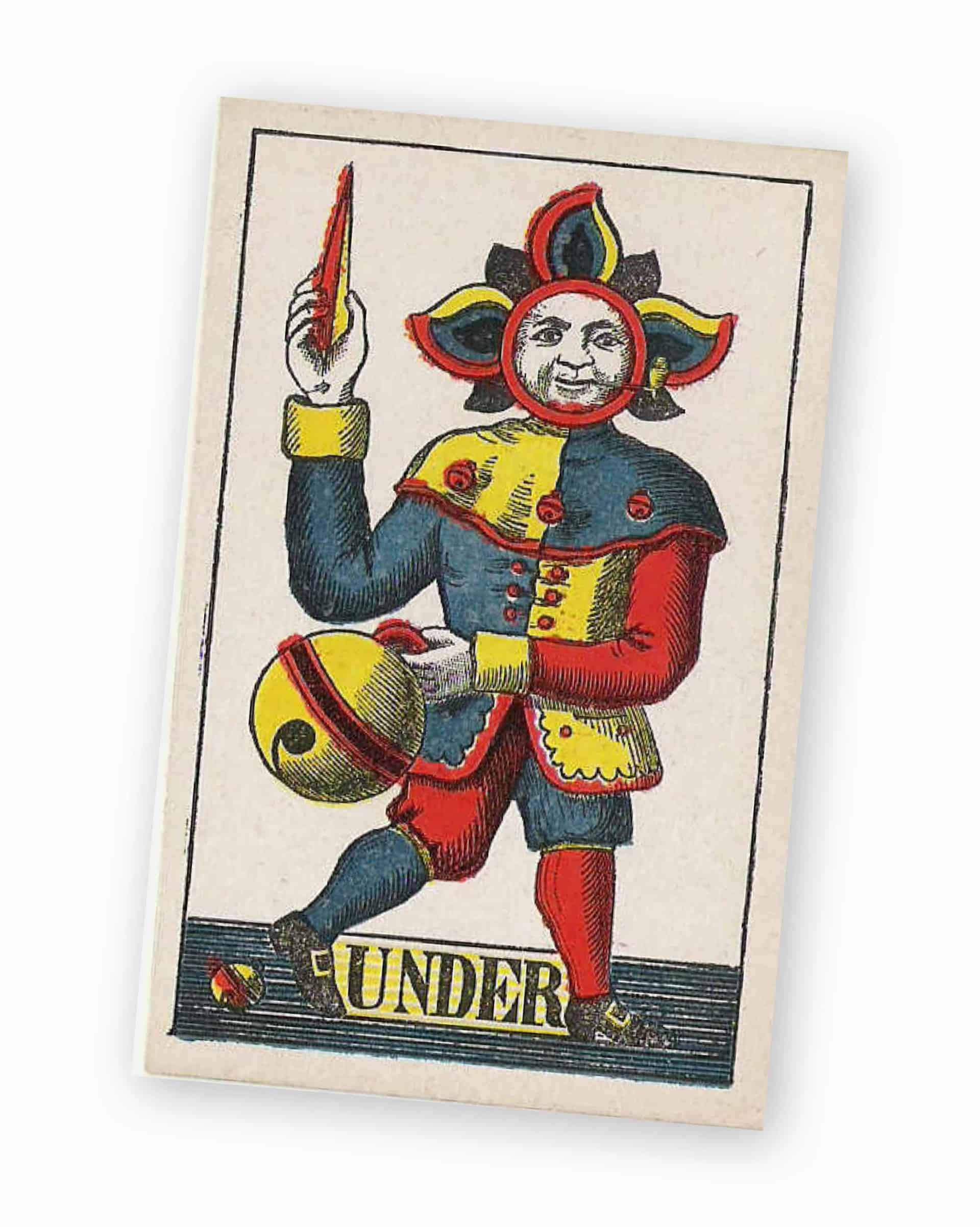
Einköpfiges Kartenbild von Jakob Peyer.

Jakob Peyer, in den 70er Jahren des 19. Jahrhunderts beim Kartenhersteller A. Bühlmann eingetreten, ist mit grosser Wahrscheinlichkeit der Schöpfer des heutigen Kartenbildes. Sowohl die Details der Kleider als auch die Gesichter der Figuren der heutigen Deutschschweizer Jasskarten sind den Karten von Peyer nachempfunden. In Hasle hergestellt wurden die einköpfigen Bilder nach der Vorlage von Peyer nur bis zur Übernahme der Spielkartenfabrik durch J. Müller in Schaffhausen. Müller produzierte noch jahrzehntelang die Einköpfigen nach den eigenen Vorlagen. Erst in den 1920er-Jahren wurden die Peyer-Karten als Vorlagen für das doppelköpfige Bild verwendet. Es gibt verschiedene Ausführungen der Spielkartendecks, im Jahr 2017 gestaltete der Schweizer Grafiker Jens Riedweg eine digitale Überarbeitung des Kartenbildes von Jacob Peyer.

### Die Entwicklung des «französischen» Bildes
Die Normierung des «französischen» Blattes ist eine vergleichsweise junge Erscheinung. Noch im 19. Jahrhundert gab es in der westlichen Schweiz mehrere Kartenbilder (die damals noch für andere Spiele als den Jass gebraucht wurden), die ihrerseits eine lange Tradition hatten. Die heute verwendeten Bilder gehen auf Pariser Darstellungen des 17. Jahrhunderts zurück, die jedoch im 19. Jahrhundert in Deutschland weiterentwickelt wurden (sogenannte XP-Bilder, XP für expatriat Paris ‘Paris Bilder im Exil’). Die heutige Bilderserie nennt man XP-11, wobei 11 für Variante 11 dieser Bilder steht. Sie wurde in den 1820er- und 1830er-Jahren in Leipzig entwickelt und begann, im Kupferstichverfahren hergestellt, ihre «Karriere als gepflegtes Blatt für jene Kreise, die moderne Spiele wie Whist dem volkstümlichen Schafkopf vorzogen». Bald schon wurden sie allerdings auch in der günstigeren Holzschnitttechnik hergestellt, was deren Verbreitung erleichterte. Es wird vermutet, dass die heutigen «französischen» Jasskarten um 1860 als Holzschnittvariante aus der Donaumonarchie in die Schweiz gelangte, hier aber ebenfalls zunächst für gehobene Spiele wie Whist Verwendung fand. Die Verankerung als Jasskarten in der Westhälfte der Schweiz geschah mit dem Eindringen des Jasses in diesem Gebiet, der dort erst in der Zeit um und nach 1900 ältere Kartenspiele verdrängte. Die populäre Vorstellung einer alten Kulturgrenze, die die westliche und die östliche Schweiz trennen soll und gerne im Zusammenhang mit den Jasskarten zitiert wird (Brünig-Napf-Reuss-Linie), ist damit zumindest im Bereich der Kartenbilder vielmehr sehr jung.

## Karten
| Ecke ♦                                        | Herz ♥    | Schaufel ♠   | Kreuz ♣          |
| Karo oder Ecke                                | Herz      | Schaufel     | Kreuz oder Treff |
| Farben des bayerischen Blattes                |           |              |                  |
| Schell                                        | Herz      | Laub         | Eichel           |
| Schell                                        | Herz Neu  | Laub Neu     | Eichel Bayerisch |
| Farben des deutschen/Deutschschweizer Blattes |           |              |                  |
| Schellen                                      | Rosen     | Schilten     | Eichel           |
| Schellen Neu                                  | Rosen Neu | Schilten Neu | Eichel Neu       |

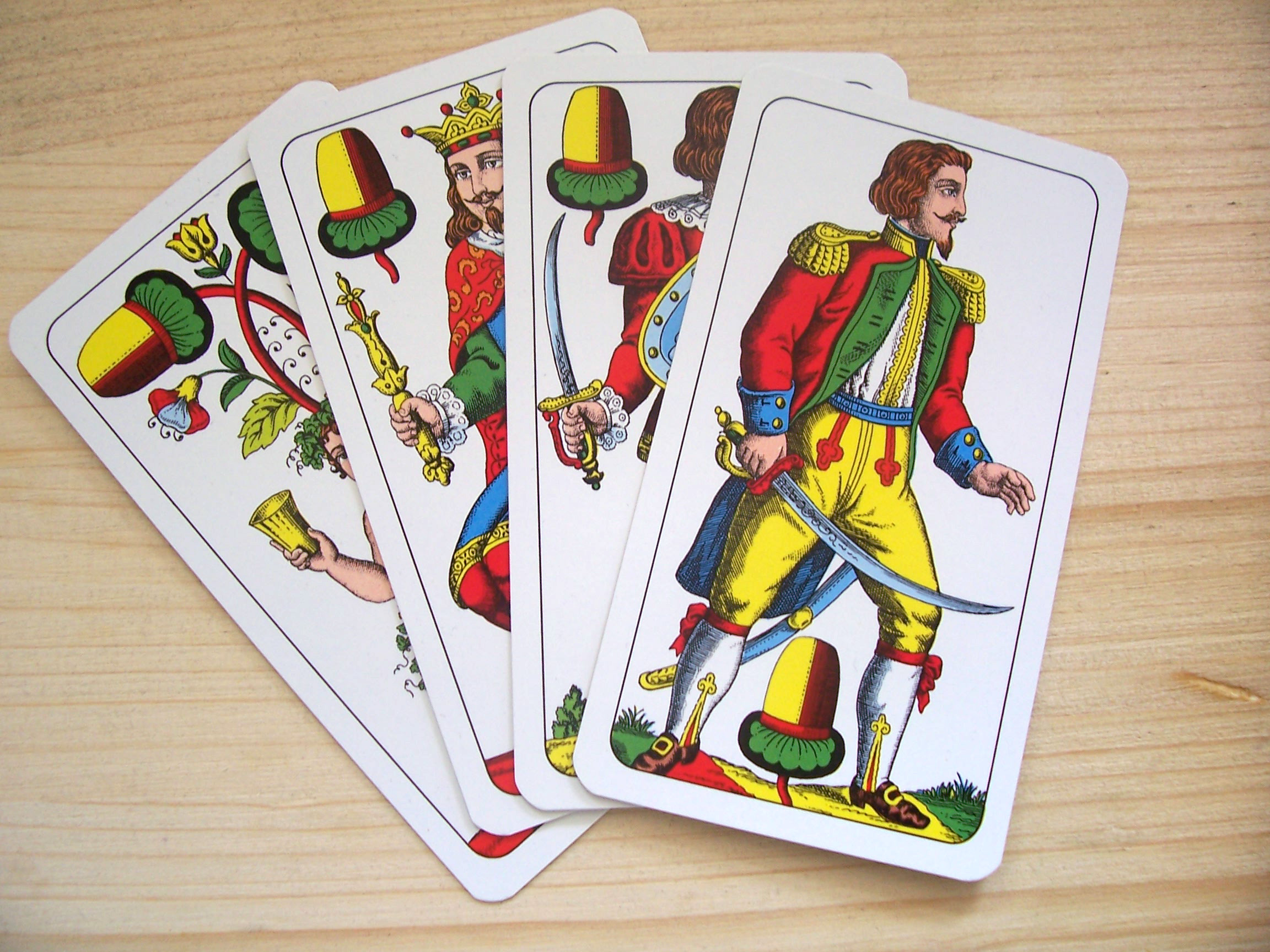
Einfachdeutsche Jasskarten (Sau, König, Ober und Unter von Eichel)

In der Schweiz wird teils mit sogenannten französischen und teils mit sogenannten deutschen Karten gespielt. Die «französischen» Karten braucht man in der Romandie, in den Kantonen Bern, Solothurn, beiden Basel, Aargau (nur Westhälfte), Thurgau, Wallis, Tessin und in Teilen Graubündens. Die «deutschen» Karten werden in der Innerschweiz, in den Kantonen Zürich und Schaffhausen, in der Ostschweiz (ausser Kanton Thurgau; Kanton Graubünden nur teilweise), im Aargau (Osthälfte) sowie teilweise in Liechtenstein verwendet.
In Vorarlberg und Südtirol wird zum Jassen meistens eine optisch geringfügig andersaussehende Variante der bayerischen (österreichischen) Karten verwendet. Diese Karten werden Einfachdeutsche genannt.
Eine der größten Privatsammlungen alter und neuer Jasskarten befindet sich im Besitz des Freiburger Germanisten Walter Haas. Teile davon wurden 2002 im Rahmen der Ausstellung Spielkarten – Faszination einer populären Kunst des Gutenberg Museums in Freiburg im Üechtland gezeigt.

### Französisches Blatt

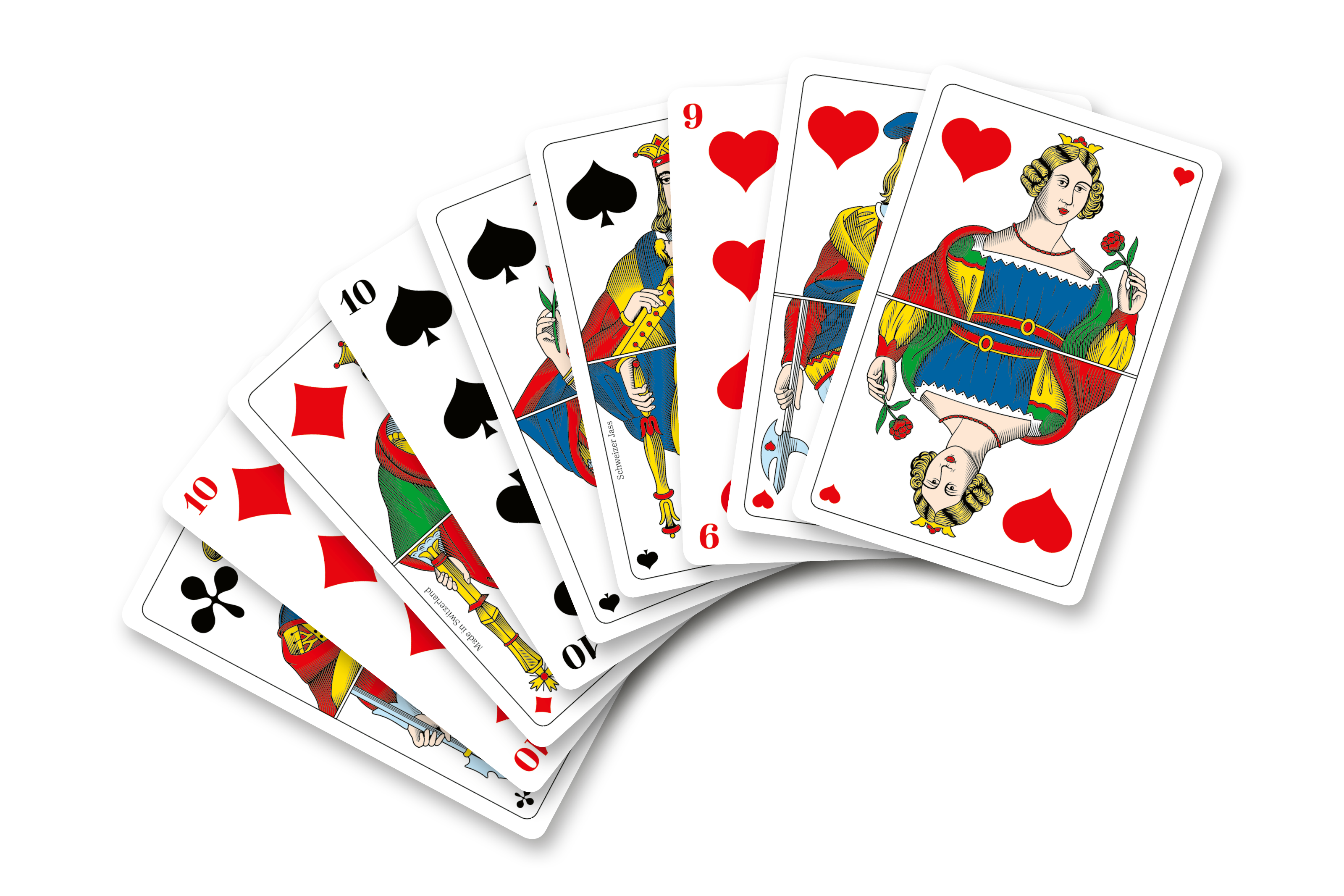
Französische Jasskarten gefächert

Die Farben der französischen Karten haben in folgenden Sprachen diese Bezeichnungen:
- Deutsch: Herz ♥, Ecke/Karo ♦, Schaufel/Pik ♠ und Kreuz/Treff ♣
- Französisch: cœur ♥, carreau ♦, pique ♠ und trèfle ♣
- Italienisch: Cuori ♥, Quadri ♦, Picche ♠ und Fiori ♣
- Rätoromanisch: cors ♥, pizs ♦, palas ♠ und cruschs ♣

Jede Farbe umfasst neun Karten: 6 bis 10, Buben/Bauer, Dame, König und As (französisch: six, sept, huit, neuf, dix, valet, dame, roi, as; romanisch: sis, set, otg, nov, diesch, pur Bauer, dama Dame, retg König, portga Sau).
Zur besseren Erkennbarkeit der Farben sind bei den Karten der Jass-Sendungen des Schweizer Fernsehens Karo (Ecken) in blauer (statt roter) und Kreuz in grüner (statt schwarzer) Farbe gehalten.

### Deutschschweizer Blatt

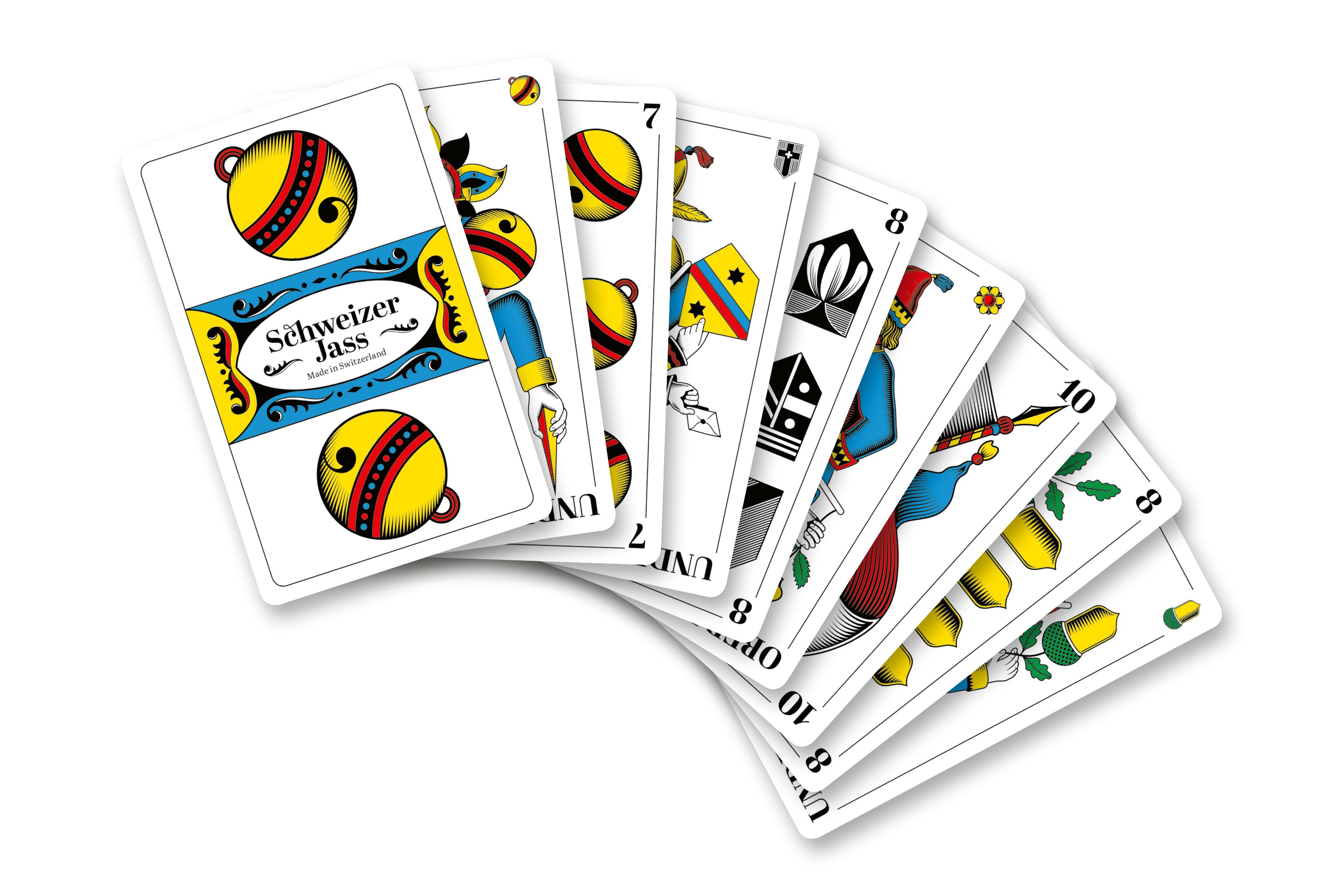
Deutschschweizer Jasskarten gefächert

Die Farben der Deutschschweizer Karten werden Rosen, Schellen, Eichel und Schilten genannt. Jede Farbe umfasst neun Karten: 6 bis 9 (bei Trumpf Nell genannt), Banner, Under (bei Trumpf auch Puur [Bauer] genannt), Ober, König und As (z. T. Sau).

### Österreichisches Blatt
Die Farben der österreichischen Karten basieren auf dem einfachen deutschen Blatt mit Salzburger Bild und werden Herz, Schelle (auch Karo), Eichel (auch Kreuz) und Laub (auch Pik, Gras oder Grün) genannt. Jede Farbe umfasst neun Karten: 6er (bei Schelle auch Weli genannt), 7er, 8er, 9er (bei Trumpf Nell), 10er, Unter (bei Trumpf Bauer; Liechtenstein: Under), Ober, König und As (z. T. Sau).

## Spielprinzip

### Klassisches Spielprinzip

#### Grundlagen
Den meisten Varianten liegt folgendes Spielprinzip zugrunde: Eine Farbe wird zum Trumpf erklärt, von dieser Farbe gilt der Under resp. Bauer als höchster Trumpf 20 Punkte, die Neun (genannt Nell, Näll) 14 Punkte. Reihum gegen den Uhrzeigersinn (in Vorarlberg und Südtirol im Uhrzeigersinn) legen die vier Spieler je eine Karte. Ziel ist es, die vier Karten zu gewinnen („stechen“), indem man den höchsten Wert der als erstes gespielten Farbe oder einen Trumpf spielt. Die Farbe muss angegeben werden, wenn man noch mindestens eine Karte dieser Farbe hat – mit einer Ausnahme: man kann alternativ auch eine Trumpfkarte spielen. Liegt bereits eine Trumpfkarte, darf aber keine tiefere Trumpfkarte gespielt werden („untertrumpfen“), um zum Beispiel eine hohe Karte der ausgespielten Farbe zu behalten. Hat man keine Karte der ausgegebenen Farbe, darf eine beliebige Karte gespielt werden, bei Trumpffarbe darf aber nicht untertrumpft werden (Ausnahme: man hat nur noch Trumpfkarten in der Hand). Der Trumpfbauer muss nicht angegeben werden. Wer den Stich macht, erhält die Punkte der gewonnenen Karten.
Die gewöhnlichen Karten haben folgende Punktwerte: Banner/Zehner: 10 Punkte, Under/Buben: 2 Punkte, Ober/Dame: 3 Punkte, König 4 Punkte und das As 11 Punkte. Bei einem Obenabe/Bock-Spiel (höchste Karte sticht, kein Trumpf) zählt der Achter 8 Punkte, bei einem Undenufe/Geiß (niedrigste Karte sticht) ebenfalls, jedoch zählt dort in der Schweizer Variante der Sechser 11 Punkte und für ein As erhält man nichts. In der vorarlbergischen und der südtirolerischen Variante bleiben die Kartenwerte unverändert. Wer den letzten Stich macht, gewinnt 5 zusätzliche Punkte. Total verteilen sich 157 Punkte pro Runde auf die Spieler. Spezialregelung: Macht eine Partei (Spieler/Team) sämtliche 9 Stiche, also einen Matsch (von italienisch marcio ‚faul, verdorben‘), bekommt diese 100 Extrapunkte, also insgesamt 257. Macht eine Gegenpartei einen Stich – und sei dieser auch keine Punkte wert (Nullerstich), zählt dies nicht als Match, obwohl alle 157 Punkte erzielt wurden.
Bei vielen Jassvarianten wird ein Jass über mehrere Runden gespielt, wobei der Sieger üblicherweise derjenige ist, der die meisten Punkte erzielt hat (Ausnahme u. a. bei Differenzler). Dabei wird entweder eine fixe Anzahl Runden definiert (z. B. beim Differenzler, Coiffeur, Schieber als Variante) oder eine bestimmte Anzahl Punkte (z. B. beim Schieber, wo 1000 oder 2500 Punkte üblich sind). Dabei werden bei vielen Spielvarianten (typischerweise beim Schweizer Schieber, nicht aber z. B. beim Differenzler) die Punkte je nach Trumpffarbe mit einem Multiplikator vervielfacht, die Spielweise muss vor Spielbeginn vereinbart werden. Gespielt werden kann „alles einfach“ (alle Trumpffarben werden einfach gezählt, d. h., 157 Punkte werden verteilt), verbreitet ist „Schellen / Schilten doppelt“, „Obe drü, une vier“, bei dem die erzielten Punkte (inkl. Weispunkte, siehe nachfolgend) bei Rosen / Eichel (beim französischen Blatt bei rot) einfach zählen, bei Schellen / Schilten (französisches Blatt: bei schwarz) wird die Anzahl Punkte verdoppelt, beim Obenabe und Undenufe verdreifacht (Variante: beim Undenufe vervierfacht). Eine im Appenzellerland gespielte Variante mit Schelle doppelt, Rose dreifach, Schilten vierfach, Obenabe fünffach, Undenufe sechsfach und Eichel siebenfach wird auf 5000 Punkte gespielt; hierbei ergeben sich unterschiedliche Taktiken, denn es gilt, ein „teures“ Spiel mit hohem Multiplikator nicht zu verlieren, so kann ein „Kontermatsch“ beim Undenufe, den die Gegenpartei gewinnt, zu einem spielentscheidenden Verlust führen.

#### Definition des Trumpfes
Bei der ersten Runde gibt es mehrere Möglichkeiten, Trumpf zu bestimmen:
- Durch Abheben während des Mischens (unterste Karte des abgehobenen Stapels ist Trumpffarbe, der abgehobene Stapel wird unter den anderen Stapel gelegt, so dass der das Spiel Gebende diese Karte in seine Hand erhält)
- Durch die Definition einer Karte (üblicherweise Herz 7 oder Eggen 7) – wer diese Karte ausgeteilt erhält, sagt Trumpf an (nach freier Wahl der Farbe)
- Durch Bestimmung einer Person (in der Regel nicht des Gebers)

Nach der ersten Runde sagt üblicherweise jene Person an, die der vorher ansagenden Person benachbart sass (je nach Spielprinzip im Uhrzeiger- oder Gegenuhrzeigersinn).
Bestimmte Jassvarianten wie z. B. Bieter, Molotov oder Sidi-Barani kennen eigene, davon abweichende Regeln zur Definition des Trumpfes.

#### Weis (Wyys) und Stöck
Sofern es die Jassvariante zulässt (so z. B. im klassischen Spielprinzip, beim Schieber und Bieter, nicht aber z. B. beim Differenzler oder Coiffeur, vgl. unten), kann man Punkte auch mit Wys, Wyys, Weis sammeln. Wyyspunkte erhält man, wenn man von einer Farbe drei oder mehr aufeinanderfolgende Karten hat oder von einer Zahl alle Farben besitzt. Der Wyys ist beim ersten Aufspiel anzusagen und auf Verlangen vorzuweisen. Bei den meisten Varianten darf nur der Spieler resp. bei zusammen im selben Team spielenden Spieler nur die Partei mit dem höchsten Weis seine/ihre Weispunkte (dann aber auch werttiefere zeitweise desselben Spielers/derselben Partei) schreiben.
Sofern Weisen gestattet ist, erhält man zwanzig Punkte für die Stöck, d. h., wenn man den Ober bzw. die Dame und den König des Trumpfes besitzt, die Stöck dürfen angesagt werden, bis die zweite Stöck-Karte gespielt wird. Die Stöck dürfen immer geschrieben werden, auch wenn die Gegenpartei einen höherwertigen Wyys angesagt hat.
Wird eine Jassvariante gespielt, bei der die Stichpunkte mit einem Faktor (in der Regel 1, 2 oder 3) multipliziert werden, gilt dies auch für die Weispunkte.

#### Vorzeitiges Ende einer Runde
Hat im Verlauf einer Runde ein Spieler ausschliesslich Stichkarten in der Hand, d. h. ist es aufgrund der ausgegebenen Farbe und der bereits gespielten Karten zwingend, dass ein Spieler alle restlichen Stiche macht (und zwar in der Regel egal in welcher Reihenfolge er die Karten ausspielt – unter Beachtung der Jassregeln natürlich), ist es vielerorts üblich, dass dieser Spieler zur Beschleunigung des Spiels alle seine restlichen Karten – auch wenn er nicht an der Reihe ist – offen ablegt oder offen zeigt (allenfalls mit der Bemerkung „Rest“) und so sämtliche verbleibenden Stiche macht. Irrt sich der Spieler jedoch, gehen die ausstehenden Stiche an die Gegenpartei oder die gesamte Runde wird annulliert und die Gegenpartei erhält einen Konter-Match gutgeschrieben (existieren mehrere Gegenparteien, kann auch die Runde annulliert und dem irrenden Spieler Strafpunkte auferlegt werden).

### Ende des Spiels
Das Spiel endet entweder nach der Anzahl vorher definierter Runden (z. B. Differenzler, Coiffeur, beim Schieber als Variante) oder nach der Anzahl vorher definierter Punkte (insbesondere beim Schieber).
Wird auf eine bestimmte Anzahl Punkte gespielt, gelten die Regeln des „Sich bedanken“ und „Stöck-Wyys-Stich“ als Sonderregeln.

#### Sich bedanken
Gespielt wird in mehreren Runden. Für jede Partei werden die Punkte jeder Runde addiert. Zu Beginn des Spieles wird eine Zielpunktzahl abgemacht, z. B. 1000. Das Spiel endet, sobald eine Partei die nötige Punktzahl erreicht hat und sich „bedankt“. Das kann mitten im Spiel sein, die letzte Runde wird in der Regel also nicht fertig gespielt. Sieger ist, wer sich zuerst „bedankt“, und nicht, wer zuerst die Punktzahl erreicht oder wer eine höhere Punktzahl erreicht; eine Partie kann also auch dadurch verloren gehen, dass eine Partei vergisst, sich rechtzeitig zu bedanken. Wenn eine Partei sich irrtümlich bedankt, bevor sie die nötigen Punkte erreicht hat, verliert sie das Spiel.

#### Stöck-Wyys-Stich
Wenn beiden Parteien nur noch wenige Punkte fehlen, so kann es vorkommen, dass eine Partei diese Punkte mit dem ersten Stich einer Runde macht, die andere aber mit dem Weis, der zeitgleich zum ersten Stich angemeldet wird. Um diese Situation zu klären, gibt es die Ausmachregel, die festlegt, in welcher Reihenfolge in diesem Fall gezählt wird. Diese Regel ist regional verschieden und muss vor dem Spiel abgemacht werden. In der Schweiz lautet die verbreitetste Regel Stöck–Wyys–Stich, bekannt ist aber auch Stöck–Stich–Wyys (in Schweizer Gastwirtschaften, in denen gespielt wird, ist die Ausmachregel oftmals angeschlagen). In Vorarlberg gilt meist Stich–Stöck–Wyys. In dieser speziellen Situation gilt also die normale „Bedankregel“ nicht.

### Schreiben
In der Schweiz werden die Punktzahlen beim „Schieber“ typischerweise mit Kreidegriffel auf einer Schiefertafel festgehalten. Auf einer Z-Linie werden zuunterst von rechts Striche für jeweils 20 Punkte gemacht und mit einem Schrägstrich vier Striche zu einem Hunderter verbunden. In der Mitte werden Schrägstriche für jeweils 50 Punkte gemacht, zwei gekreuzte Striche sind als 100 Punkte einfach zu zählen. In der obersten Linie werden von links die Hunderterstriche geschrieben und ebenfalls der Übersichtlichkeit halber 500 Punkte mittels Schrägstrich verbunden. Bei Spielvarianten mit Multiplikatoren können mittels Weis oder Matschspielen mehrere Hundert Punkte in einer Runde ergattert werden, für 500 Punkte wird dann ein V auf die oberste Linie geschrieben, das zu einem X für 1000 Punkte ergänzt werden kann.
Einzelne Punkte bis 20 werden am rechten Tafelrand als Zahlen geschrieben, zusammengerechnet und als Zwanzigerstriche geschrieben, wenn es die entsprechende Zahl erreicht wird.
Gegen Spielende, wenn es ums Bedanken geht, sieht man dann die Spieler beider Parteien eifrig die Striche auf der Jasstafel zählen. In Gastwirtschaften können oftmals Karten, Tafel, Jasskreide, Schwämmchen und ein Jassteppich verlangt werden (Chömer bitte no d Chaarte haa), die Schiefertafeln mit dem einseitig aufgedruckten Z und Jasskreiden sind vielerorts in Geschäften erhältlich und liegen auch in Schweizer Ski- und Alpenhütten meist auf.

## Jassvarianten
Im Gegensatz zu anderen weit verbreiteten Kartenspielen gibt es für die meisten Jassvarianten keine Regeln, die durch einen Verband als für seine Mitglieder allgemeingültig erklärt worden sind; lediglich für die Variante Differenzler gibt es den Eidgenössischen Differenzler-Jass-Verband. Einen Impuls zur Regelstandardisierung gab die weithin beliebte TV-Sendung Samschtig-Jass auf SRF 1, in der die Variante Differenzler gespielt wird. Die Regeln, nach denen beim Samschtig-Jass gespielt wird, haben dadurch auch bei Nichtmitgliedern des o. g. Verbandes weite Verbreitung und Akzeptanz gefunden. Das Regelwerk Puur-Näll-As, in dem die Regeln für die meisten als Jass bezeichneten Kartenspiele ziemlich abschließend gesammelt sind, hat sich ebenfalls als einigermaßen anerkanntes Standardwerk etabliert. Bei öffentlichen Schieber-Turnieren wird mittlerweile überwiegend nach den Regeln von Puur-Näll-As gespielt, in der Romandie nach dem Reglement der Fédération Romande et Tessinoise de Jass. Befürworter weisen darauf hin, dass erst ein solcher Standard spontane und auch überregionale Spiele (und insbesondere Turniere) ermöglicht, ohne dass vorher lange Vereinbarungen über die Regeln getroffen werden müssen. Kritiker sehen darin eine Gefahr für die Lebendigkeit und Vielfältigkeit der Jasskultur, die den Variantenreichtum zu ersticken drohe. Dem kann man entgegenhalten, dass ein einheitliches Regelwerk nur eine Möglichkeit, nicht jedoch eine rechtliche Verpflichtung darstellt, nach diesen Regeln zu spielen.

### Schieber
Die bekannteste Jassvariante in der Schweiz ist der Schieber für vier Personen, bei dem sich je zwei Partner gegenübersitzen. Es sind aber auch zwei oder sechs Spieler möglich. In Vorarlberg wird dieses Spiel als Krüzjassa bzw. Kreuzjassen bezeichnet. Derjenige, der an der Reihe ist, die Spielart zu bestimmen, kann diesen Entscheid seinem Partner zuschieben, der dann bestimmen muss. Generelle Spielarten sind: Trumpf, Obenabe (in Vorarlberg: Bock; As höchste Karte) und Undenufe (in Vorarlberg: Goaß (Geiß); 6 höchste Karte). Es gibt aber noch weitere Spielarten wie etwa Slalom (abwechselnd Undenufe und Obenabe) oder Guschti resp. Quer (je nach Wahl: Erst 5 Obenabe nachher 4 Undenufe oder umgekehrt), die nach Vereinbarung im Spiel erlaubt werden können.
Es gibt (prinzipiell) folgende Varianten – es können alle Trümpfe, Spielrichtungen und Ziele verbunden werden (z. B. Herz-obenabe-Maxi (normaler Herz Trumpf) oder A-Slalom-Misère) – jedoch werden selten alle Varianten als möglich angesehen, weshalb meist nur wenige Varianten zur Wahl stehen.
| Trumpf        | keiner          | insbesondere bei Undenufe, Slalom und Mitte |
|               | Farbe (A,B,C,D) | normaler Trumpf (A,B,C,D stehen für die Farben also beim französischen Blatt: Herz, Egge, Kreuz, Schufle) |
|               | alle            | „tutti“: In jedem Stich ist die erstausgespielte Karte Trumpf, alle Bauern zählen 20 und alle Neunen 14, folglich sind 253 Punkte möglich |
| Spielrichtung | obenabe         | (normale Spielweise) 6 → As, 8 zählt acht Punkte, um Gesamtpunktezahl bei 157 zu belassen |
|               | Undenufe        | As → 6, dabei zählt die 6 elf Punkte und das As null, 8 zählt acht Punkte, um Gesamtpunktezahl bei 157 zu belassen (Variante: Standardpunktezählung mit As zählt elf Punkte). |
|               | Slalom          | Es wird immer abgewechselt zwischen obenabe und undenufe, dabei wird die Richtung des ersten Stiches jeweils angegeben. Je nachdem werden die 6 oder die As gezählt, 8 zählt acht Punkte, um Gesamtpunktezahl bei 157 zu belassen (Variante: Standardpunktezählung mit As zählt elf Punkte). |
|               | Quer            | Es werden zuerst 5 Stiche undenufe, danach 4 Stiche obenabe (Quer-une) oder zuerst 5 Stiche obenabe und danach 4 Stiche undenufe (Quer-obe) gespielt. Quer-une wird gezählt wie undenufe, Quer-obe wie obenabe.                                                                              |
|               | Mitte           | Die höchste Karte ist die 10, dann folgt die jeweils zuerst gespielt der folgenden. (10, 9 = Bauer, 8 = Dame, 7 = König, 6 = As), 8 zählt acht Punkte, um Gesamtpunktezahl bei 157 zu belassen                                                                                               |
| Ziel          | Maxi            | (normale Spielweise) Ziel ist es, möglichst viele Punkte zu machen. |
|               | Misère          | Ziel ist es, möglichst wenige Punkte zu machen. (Soll ein bestimmtes Punktziel erreicht werden über mehrere Runden, werden bei Misère die Punkte des Gegners gutgeschrieben) |

### Weitere Jassvarianten
| Bieter (in Vorarlberg: Steigerer)                         | Spielvariante für 3 oder 5 Spieler. Man spielt in Teams (1 gegen 2 oder 2 gegen 3). In der Anfangsphase wird einem Spieler durch Bieten der höchsten Punktzahl erlaubt, eine Karte zu wünschen. Der Spieler, der diese Karte besitzt, wird zu seinem Partner. Diese Spieler bilden das Zweier-Team. Bevorteilt wird das Zweier-Team vor allem dadurch, dass es für den Sieg nur ihre anfangs gebotene Punktzahl, das Dreier-Team jedoch stets 1000 Punkte erreichen muss. Diese Variante kommt dem Skat am nächsten. |
| Butzer (auch: Handjass oder Schläger)                     | Jass für drei Personen. Jeder spielt alleine. Das Austeilen läuft gleich wie beim Königsjass. Es gibt auch wieder den Stock mit den gleichen Regeln. Beim Butzer wird allerdings immer nur eine Runde gespielt, wobei jeder Spieler mindestens 21 oder 26 Punkte (je nach Abmachung) erreichen muss. Wenn er dies schafft kriegt er einen Strich, wenn nicht einen Härdöpfel. Man kann aber auch gar nicht mitmachen und bleibt beim vorherigen Punktestand (allerdings kann man nicht mehr aussetzen wenn man den Sechser tauscht oder an den Stock gegangen ist). Es werden immer so viele Punkte verteilt, wie Spieler mitmachen (es sei denn, zwei Spieler steigen aus, dann ist die Runde ungültig). Wenn also von drei Spielern nur einer die nötigen Punkte erreicht, erhält er drei Striche, erreicht einer sie nicht, erhält einer zwei Striche etc. Jeder Härdöpfel bedeutet einen Strich Abzug. |
| Chratze                                                   | Jass für 2 bis 7 Personen, bei dem mit je 4 Karten pro Spieler um einen Pot gespielt wird, wobei ein Chratzender zwei Stiche erzielen muss sowie die Mitkommenden je einen Stich. |
| Coiffeur (von französisch Quoi faire? ‚was machen?‘)      | Mischung zwischen Jass und Yatzy und Poker für mindestens 2 Zweierteams. Es geht dabei darum, alle Spielarten (mögliche Spielarten siehe Schieber, nicht abschliessende Liste) in einer Liste pro Team einmal zu spielen, wobei die erreichten Punkte dann nur bei der Gruppe, die die Spielart bestimmt hat, gezählt werden. Eine Matchprämie oder Weispunkte gibt es in der Regel nicht. Üblicherweise wird die jeweilige Spielart mit einem Multiplikator versehen, bei 10 Runden/Spielarten meist die Faktoren 1–10. Bei 10 Runden sind so maximal (10+9+8+7+6+5+4+3+2+1)*157 = 8635 Punkte möglich. |
| Differenzler                                              | Nach Betrachtung der Karten muss ein Betrag angesagt werden, der dann möglichst genau erreicht werden muss. Sieger ist, wer am wenigsten Differenzpunkte erzielt. Der Differenzler gilt als Jassvariante, bei der das Kartenglück weniger Einfluss hat als in anderen Varianten, da ein „schlechtes“ Blatt durch eine „gute“ (passgenaue) Ansage gerettet werden kann. In der populären Sendung Samschtig-Jass des Schweizer Fernsehens wird diese Spielvariante gespielt. |
| Fahnder                                                   | Der Fahnder ist eine Jassvariante für drei oder vier Spieler. |
| Guggitaler                                                | Schweizerische Jassvariante für 3 bis 5 Spieler. Ziel ist es, möglichst wenig Punkte zu kassieren. Es wird ohne Trumpf gespielt. Das Spiel besteht aus mehreren Durchgängen, wobei jeder Durchgang andere Regeln hat: Im ersten Durchgang zählt jede Rose 5 Punkte, im zweiten jeder Stich 10, im dritten jeder Ober 20, im vierten der Rosen-König 45 und im fünften alles zusammen. In den Durchgängen 1, 4 und 5 darf als erste Karte keine Rose gespielt werden, solange man noch andere Karten in der Hand hält. Im sechsten Durchgang wird ein Domino (ähnlich zu Elfer raus!) gespielt, das die gesamte Punkteverteilung noch einmal umkehren kann. Die Punkteverteilung beim Domino richtet sich nach den aktuellen Punkteständen. Bei 5 Mitspielern muss eine Karte (üblicherweise ein 6er) weggelassen werden. |
| Klammern                                                  | Spielvariante für 2 bis 4 Spieler. Das Spiel läuft wie beim Darts bis 301, 501 oder 1001. Ziel ist es, als erstes über die Grenze zu kommen. Zusätzlich muss der Angriffsspieler, der den Trumpf wählt, mehr Punkte holen als seine Gegner. Ansonsten werden die Punkte den Gegnern zu geschrieben. |
| Königsjass                                                | Jass für drei Personen. Jede Partei erhält 3 mal 3 Karten, die restlichen 9 gehen in den Stock. Die oberste gibt den Trumpf an. Mit dem Sechser der Trumpffarbe kann man die oberste Karte aus dem Stock nehmen und dafür den Sechser hinlegen. Darüber hinaus können alle Spieler der Reihe nach entscheiden ob sie an den Stock wollen. Wenn man den Stock will legt man seine Karten hin und bekommt dafür den Stock. Der Spieler mit dem Sechser kann zu diesem Zeitpunkt aber immer noch tauschen. Dann beginnt das Spiel. Jeder Spieler spielt alleine und im Allgemeinen auf 1000 oder 1500 Punkte, was natürlich je nach Situation auch anders abgemacht werden kann. |
| Molotow                                                   | Molotow ist eine Jassart für 3 bis 6 Spieler. Der Trumpf wird durch die Farbe bestimmt, die von demjenigen gespielt wird, der als Erster nicht mehr angeben (d. h. eine Karte derselben Farbe wie die erste gespielte Karte dieser Runde) kann. Das Ziel des Molotow-Jass ist es, möglichst wenig Punkte zu machen. Eine zusätzliche Schwierigkeit, um möglichst wenig Punkte zu erreichen, stellt der so genannte Tischweis dar. Liegt am Ende der Runde ein Weis auf dem Tisch, so werden demjenigen, der sticht die Punkte gutgeschrieben. Als zusätzliche Regel kann vereinbart werden, dass die Spieler ihre Sitzplätze nach jeder Runde anhand der bisher erreichten Punkte wechseln müssen. Vor allem in kleineren oder öffentlichen Räumen (Zugabteile, Cafés etc.) kann dies einerseits für Aufmerksamkeit bei anderen Personen, andererseits zur Auflockerung des Spieles sorgen. |
| Nasa-Jass                                                 | Eine Jassart für 4 Spieler. Der Grundgedanke dieser Jassart ist, dass der Jass schwieriger und zugleich interessanter gemacht werden soll, indem man Quiz-Elemente einbaut. Neben dem eigentlichen Schieberjass müssen die Spieler Quizfragen beantworten und zwar wie folgt: Der Spieler, der die erste Hand spielt, stellt eine Quizfrage aus dem Bereich des Allgemeinwissens, die dann reihum geht. Wenn ein Gegenspieler die Antwort weiß, bekommt er 20 Punkte, wenn der Mitspieler die Antwort weiß, bekommt er 40 Punkte, wenn niemand die Antwort weiß, gibt es 10 Strafpunkte für den Fragesteller bzw. 10 Punkte für die Gegnermannschaft. Der Name dieser Jassart bezieht sich auf die Tatsache, dass wie bei Piloten von Nasa-Raumschiffen mehrere Aufgaben gleichzeitig ausgeführt werden müssen. Die relativ neue Jassart wurde in Studentenkreisen entwickelt und kann modifiziert werden, indem beispielsweise bei jeder „Hand“ eine Frage zu stellen ist oder indem Fragen nur aus einzelnen Gebieten stammen können. Umgangssprachlich wird diese Variante in der Schweiz und vor allem im Kanton Bern „Nase“ genannt. |
| Oh Shit!                                                  | Für 4 Spieler, jeder gegen jeden. Es werden 9 Runden gespielt, die erste mit allen 36 Karten, bei den weiteren werden je 4 blind (!) entfernt; d. h., jeder Spieler erhält Runde für Runde eine Karte weniger, in der letzten Runde also jeder nur eine. (Um Gedächtniskünstlern das Leben etwas schwerer zu machen, kann man auch immer alle 36 Karten mischen und dann 4, 8, 12 etc. entfernen.) Vorab wird 9 Mal Trumpf (inkl. Obenabe und Undenufe) ausgelost (durch Abheben), wobei nicht 2 Mal derselbe Trumpf hintereinander vorkommen darf. Vor dem ersten Ausspielen sagt jeder an, wie viele Stiche er sich zu machen zutraut. Die Summe der angesagten Stiche darf dabei nicht mit der Anzahl der sich noch im Spiel befindlichen Karten übereinstimmen! Manchmal werden mehr Stiche angesagt als Karten im Spiel sind, manchmal weniger. Der Austeiler (vor dem ersten Durchgang ausgelost, dann im Gegenuhrzeigersinn weiter) bietet zuletzt und hat u. U. Nachteile: Es kann sein, dass er in der letzten Runde mit dem Bauern in der Hand 0 Stiche ansagen muss …! Der Erstansager spielt aus, es gelten Jassregeln: Farbe oder Trumpf. Der Name (auch in allen Schweizer Mundarten (der gebräuchlichste: Gopfertaminomal-Jass)) stammt vom Ausruf beim ersten überzähligen oder fehlendem Stich. Der Spieler kann dann nur noch versuchen, seinen Mitspielern ihre angesagten Stiche zu vermiesen. Punkteverteilung: Pro Runde Anzahl der richtig vorausgesagten Stiche (evtl. plus 10 Bonuspunkte). Taktik: Es kann sein, dass sich Spieler in einer Runde gegenseitig helfen müssen/wollen, aber mindestens einer liegt immer falsch. |
| Palette-Jass                                              | Spielvariante für 4 Spieler (Variante für 5 Spieler, siehe Jassreglement Puur-Näll-As). Jeder bietet der Reihe nach anhand seiner erhaltenen Karten. Der Meistbietende übernimmt und eröffnet das Spiel. Er kann eine Karte verlangen. Der Spieler mit der verlangten Karte ist mit dem Meistbietenden zusammen, darf dies aber nicht zeigen. Entsprechend behält er die verlangte Karte, so dass erst beim Ausspielen dieser Karte klar wird, wer zusammen ist. Jedes Spiel ist für sich abgeschlossen und bringt ein Resultat für die Jasstafel. Der Spielübernehmer erhält folgende Schreibpunkte: 110–119 = 2, 120–129 = 4, 130–139 = 6, 140–149 = 8, 150–157 = 10. Matsch mit Partner = 12, Matsch allein = 20 Punkte. Der Partner des Spielübernehmers erhält die Hälfte der Schreibpunkte. Wird das Ziel vom Spielübernehmer verpasst, werden die entsprechenden Minuspunkte notiert. Nach zwei Umgängen (jeder verteilt das Spiel zweimal) wird aufgrund der kleinsten Totalpunktzahl der Verlierer festgestellt. Tipps, Strategien und 65 weitere Jassarten siehe Jassreglement Puur-Näll-As von AGM AGMüller. |
| Pandur                                                    | Jass für drei Personen, bei dem sogar betrügen (bschissa) erlaubt ist. In jeder Runde wird nach Ansage gespielt, mit dauernd wechselnden Teams. |
| Ramsen                                                    | Eine Jassart, die in den Altjahrwochen primär im Oberbaselbiet (Einsatz: Schüfeli oder Salami), aber auch im Emmental, vom oberen Brienzersee bis Meiringen, in Obwalden, im Oberaargau und im deutschfreiburgischen Sensebezirk (Einsatz: Würste) gespielt wird. |
| Sechser-Schieber                                          | Eine Jassart für 6 (oder 8) Spieler in 2 Gruppen zu je 3 Spielern. Gespielt wird mit 2 Kartenspielen, jeder Spieler bekommt 12 Karten. Im Grundsatz funktioniert das Spiel gleich wie der normale Schieber. Bei zwei gleichen Karten sticht jeweils diejenige, die später ausgespielt wurde. Es kann dreimal geschoben werden. |
| Sechser – „Schläpf“                                       | Ein ganz normaler Jass, nur dass man nicht mit neun, sondern mit sechs Karten spielt. |
| Schellenjass                                              | Eine Jassart für 2 bis 4 Spieler. Ziel ist es, keine oder möglichst wenig Schellenkarten zu kassieren oder aber alle neun Schellen zu erobern. Gelingt es einem Spieler, sämtliche neun Schellenkarten einzukassieren, das heisst, den „Turi“ zu machen, so erhält er eine Gutschrift von drei Strichen auf der Tafel die übrigen drei Partner gehen leer aus. Dabei wird ohne Trumpf gespielt und eine Schellenkarte darf nur weggeworfen werden, wenn die ausgespielte Farbe nicht mehr angegeben werden kann. Wird der „Schellenjass“ mit französischen Karten gespielt, wird Kreuz als relevante Farbe gewählt, das Spiel heisst dann sinngemäß „Kreuzjass“. |
| Schmaus                                                   | Eine Jassart für 2 Spieler. Pro Spielrunde werden jedem der beiden Spieler 9 Karten ausgeteilt, die restlichen 18 bilden den Stapel. Die Unterste Karte des Stapels zeigt die Trumpffarbe an. Diese Karte kann bis zur 9. Runde gegen die „Trumpf Sechs“ ausgetauscht (geraubt) werden. Beginn: Der Beginnende spielt eine Karte nach Wahl, jedoch keinen Trumpf. Wer den jeweiligen Stich „Heim bringt“, nimmt die oberste Karte vom Stapel. Der Unterlegene nimmt die Zweite. Die ersten neun Runden werden also mit jeweils 9 Karten gespielt. Weisen ist in jeder der ersten 10 Runden erlaubt, sofern sich von der einen zur nächsten Runde neue Weise ergeben. (Der kluge Schmausspieler macht gerade wegen des Behaltens geschickter Kartenkombinationen die meisten seiner Punkte mit Weisen!) Der Spieler, der in der 9. Runde gewinnt, spielt in der 10. Runde aus. Neu ist, dass nun auch getrumpft, respektive gestochen werden darf. Ende des Spiels: Das Spiel wird solange wiederholt, bis eine zuvor definierte Punktzahl oder Zeitlimite überschritten wird. |
| Sidi-Barani                                               | Schieberähnlicher Jass für 4 Spieler, mit dem Unterschied, dass nicht vorgegeben ist, wer das Spiel bestimmen darf. Dieses Recht geht an denjenigen, der beim Hochbieten (ähnlich dem Reizen beim Skat) die höchste Punktzahl ansagt. Erreichen der Ansager und sein Partner diese Punktzahl (z. B. 120), so erhalten sie zusätzlich zu ihren Punkten einen Bonus in der Höhe der angesagten Punktzahl (z. B. 120). Erreichen sie sie nicht, so erhalten die Gegner den Bonus. Beide Teams schreiben aber im Minimum die erreichten Punkte. Das Gegnerteam hat bis zum Ausspielen der ersten Karte die Möglichkeit zu doppeln. Doppelt das Gegnerteam, so gilt der Bonus doppelt. Es wird auf beispielsweise 120 Punkte gespielt, jedoch erhält das Gewinnerteam zusätzlich zu seinen Punkten 240 Punkte Bonus. |
| Veehändler (schweizerdeutsch Vee [[feː]], deutsch ‚Vieh‘) | Jass für 3 oder 4 Spieler. Alle Karten werden gleichmäßig verteilt. In der ersten Runde darf der Spieler ausgeben, der in seinen Karten das Eichelbanner besitzt, danach geht es reihum. Pro Runde werden insgesamt drei Strafpunkte verteilt: den ersten Punkt bekommt der Spieler, an den der erste Stich geht. Den zweiten Strafpunkt erhält man, wenn sich in einem der gemachten Stiche der Schellenober befindet und der dritte Strafpunkt wird für den letzten Stich verteilt. Wer zuerst neun (oder nach Abmachung eine andere Anzahl) Strafpunkte erreicht hat, verliert das Spiel, die „Abrächnete“ wird vorgenommen. Es muss immer dieselbe Farbe gespielt werden, wie ausgegeben wurde. Der erste Spieler, der nicht mehr farben kann, bestimmt den Trumpf durch die Karte, die er ausgibt. Der Trumpf ist immer eine Farbe, d. h. ohne Obeabe und Undeufe. Erhält ein Spieler in seinen Karten als einzige Schelle den Ober (Schällenober blutt), darf er bei der ersten ausgespielten Karte ansagen, er habe die „fiese Karte“ (s’fiise Chart). Nun bekommt der Spieler, der den Schellenober sticht, einen Pluspunkt. Man muss das fiese Kart nicht ansagen, umso schwieriger ist es dann, einen Strafpunkt durch den Schellenober zu vermeiden. |
| Zweier-Sidi (in Vorarlberg: Bodasee-Jass)                 | Jass für 2 Spieler. Gespielt wird mit 36 Karten, wobei pro Spieler sechs Karten verdeckt, sechs Karten offen auf die verdeckten Karten gelegt und sechs Karten auf die Spieler-Hand verteilt werden. Vor jedem Spieler liegen also je 12 Karten. Ausgeteilt wird in Gruppen zu drei Karten, also drei verdeckt beim Gegner, drei bei sich, wieder drei beim Gegner etc. Vor Spielbeginn wird „geboten“, d. h., die Spieler schätzen, wie viele Punkte sie in der Spielrunde erreichen werden. Wer nicht gegeben hat, eröffnet das Bieten mit einer Ansage von mind. 60 Punkten. Der Mitspieler kann dieses Gebot um mindestens 5 Punkte überbieten. Gespielt wird entweder eine Farbe, Obeabe oder Undeufe. Jede Trumpfart zählt einfach, gewiesen wird nicht, Stöck zählen nicht. Die Maximalpunktzahl beträgt 157. Der Spieler mit dem höchsten Gebot beginnt. Er bestimmt erst den Trumpf und beginnt dann mit Ausspielen. Nachdem eine auf einer verdeckten Karte liegende Karte gespielt wurde, wird die darunter liegende, verdeckte Karte aufgedeckt. Am Ende des Spieles werden die Punkte zusammengezählt und mit der Schätzung verglichen. Ist die erreichte Punktzahl höher als die Schätzung, so wird die Differenz als Punktzahl für den bietenden Spieler notiert. Ist die Punktzahl niedriger als die Schätzung, erhält der Gegenspieler die Punkte, die dem Bietenden zu seinem Gebot fehlen. Sieger ist, wer zuerst 50 Punkte erreicht. Beispiel: Das Gebot liegt bei 100 Punkten. Wenn der Bieter 105 Punkte erreicht, so notiert er sich 5 Punkte. Erreicht er 90 Punkte, so notiert sich sein Gegenspieler 10 Punkte. Eine Taktik besteht darin, möglichst die Karten auf dem Tisch zu spielen, um die darunter liegenden Karten aufzudecken. |

Weitere, ältere Jassarten sind der Fischentaler-, Bäretswiler- oder Schaffhauserjass, der Raubjass, der Hintersich-Jass (Hindersi-Jass), der Zebedäusjass und der Zugerjass.

## Sonderbriefmarke

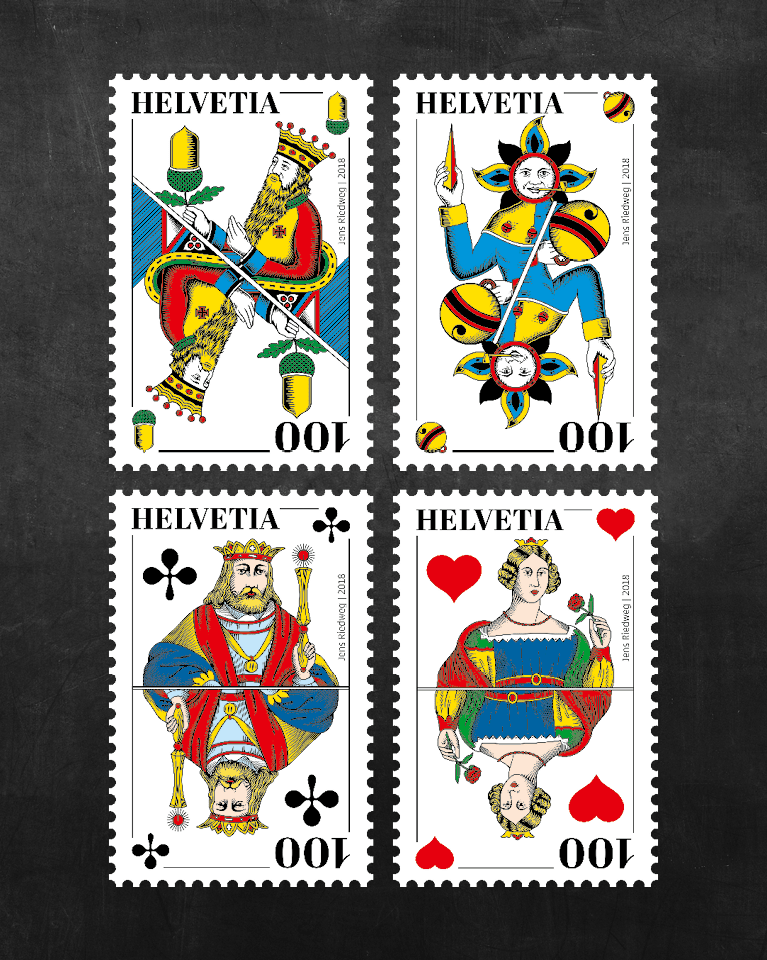
Sonderbriefmarke der Schweizerischen Post aus dem Jahre 2018

Im September 2018 brachte die schweizerische Post dann ausgewählte Riedweg-Karten als Sonderbriefmarken heraus.

## Weitere Begriffsverwendung
Vom Spiel ging der Begriff Jass auch auf das verwendete Kartenblatt über und von dort aus auch auf Spiele, die nicht mit Jass verwandt sind. So ist z. B. auch das Spiel „Tschausepp“ (das mit dem in Deutschland als Mau-Mau bekannten Spiel weitgehend identisch ist) als Jassvariante bekannt. Insofern ist Jass nicht als bestimmtes Kartenspiel, sondern im Verwendungsgebiet als Oberbegriff für eine Vielzahl von Kartenspielen allgemein zu sehen. In diesem Zusammenhang müssen auch Aussagen über die Verbreitung und Beliebtheit von Jassen von einem bestimmten Spiel losgelöst als Aussage über das Kartenspielen allgemein gesehen werden.